# Celeste Coltellini
Celeste Coltellini (Livorno, 26 novembre 1760 – Napoli, 24 luglio 1828) è stata un soprano italiano.
Figlia del noto librettista ed abate livornese Marco Coltellini, esordì al Teatro alla Scala di Milano nella stagione 1780 esibendosi in tre opere: Le nozze in contrasto di Giovanni Valentini, Gli antiquari in Palmira di Giacomo Rust e La Frascatana di Giovanni Paisiello, nel registro di mezzosoprano.
In seguito cantò al Teatro di San Carlo di Napoli, dove ebbe modo di udirla l'Imperatore Giuseppe II, che la invitò a cantare a Vienna.
Intanto aveva cambiato registro, divenendo soprano; accettò l'invito dell'Imperatore e si recò a Vienna nel 1785 dal padre, restandovi un anno, debuttando nella Contadina di spirito di Domenico Cimarosa. Tornò ancora a Vienna nel 1787 per restarvi un più lungo periodo, fino al 1790.
Ebbe modo di incrociare più volte a feste ed esecuzioni musicali Wolfgang Amadeus Mozart, ma non si hanno notizie certe di collaborazioni musicali o rapporti ufficiali tra i due.
Fu famosa per la sua ottima interpretazione della Nina pazza per amore di Giovanni Paisiello. Alle rappresentazioni della Nina spesso partecipava anche Annetta Coltellini, la sorella, anche lei cantante.
Sposò a Napoli il banchiere svizzero Meuricoffre, titolare di una banca nella città partenopea. Morì a Napoli nel 1828.